# صناعة النفط في أذربيجان

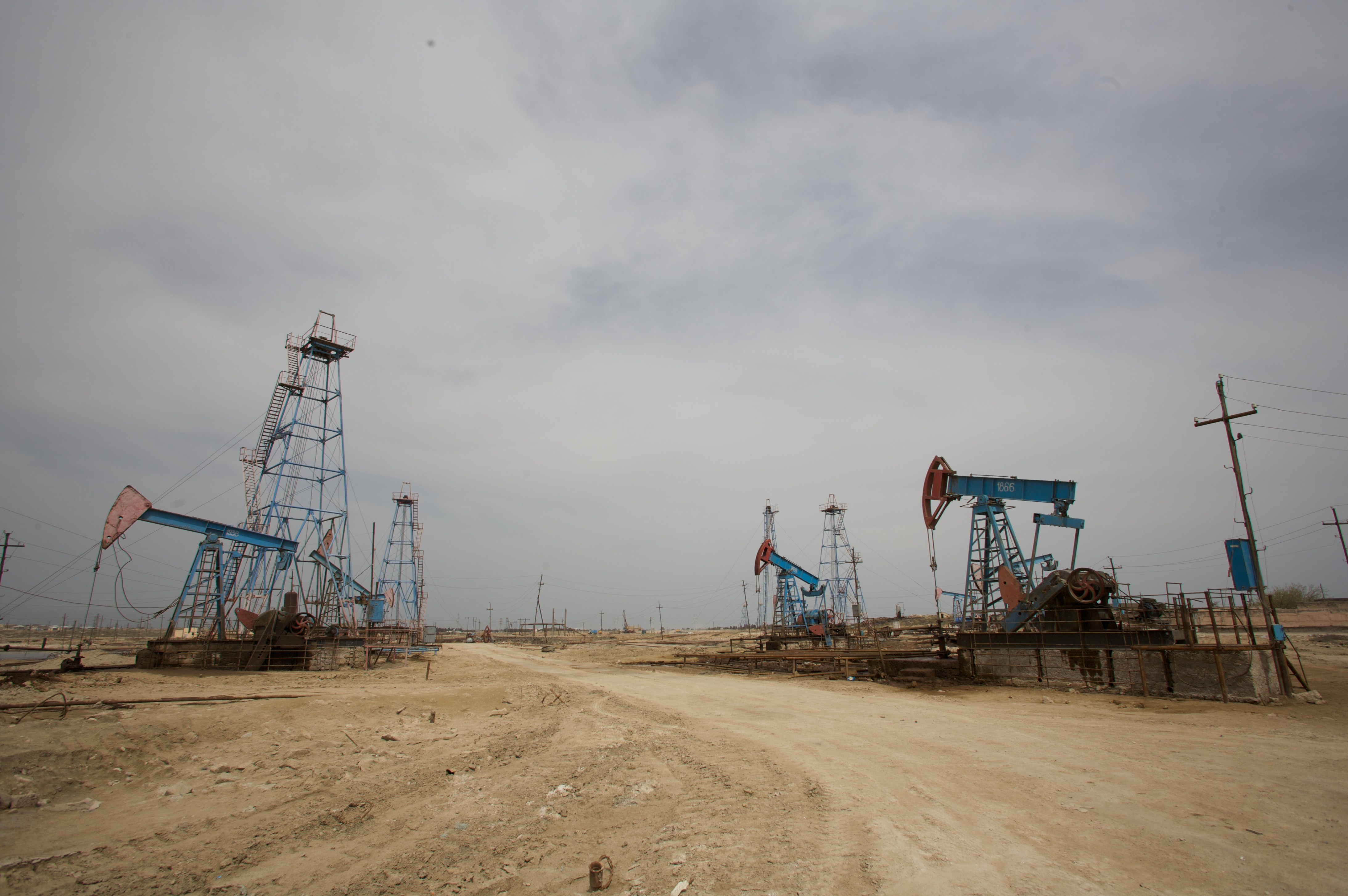
حقول النفط في أذربيجان

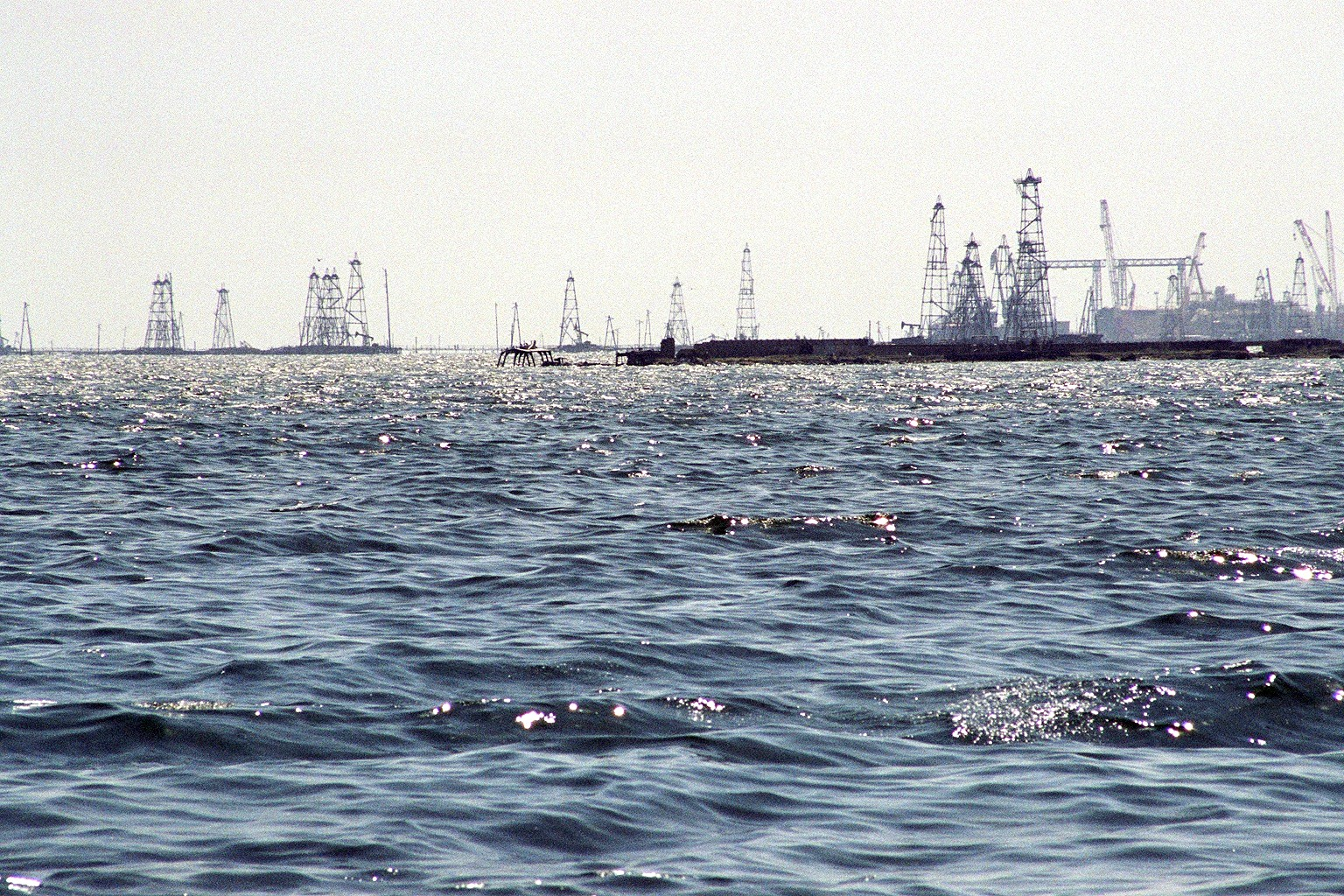
حقول النفط في أذربيجان

تنتج صناعة النفط في أذربيجان نحو 873,260 برميلًا من النفط يوميًا (138,837 مترًا مكعبًا) و29 بليون متر مكعب من الغاز سنويًا، ابتداءً من عام 2013. تُعد أذربيجان أحد مهاد صناعة النفط، ويرتبط تاريخها بالثروات النفطية. وهي تستعد لتصبح أحد أهم منتجي النفط والغاز من جديد.

## الطفرة النفطية الأولى
في عام 1871، بنى إيفان ميرزويف، وهو من عرق أرمني كان محتكرًا لنظام إنتاج النفط، أول برج حفر خشبي، وعقبه آخر في العام التالي. كانت عمليات الحفر تجري بشكل مبدئي باستخدام ذراع الموازنة، ورحوية المناجم، والمضخة اليدوية.

## تاريخية

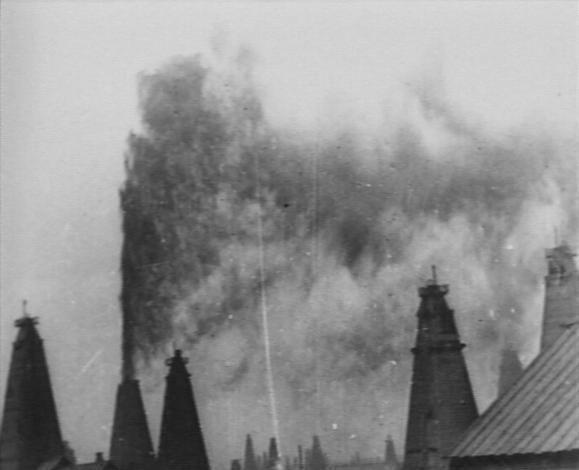
النفط الأول في بالاكاني: أحد أوائل الأفلام الأذربيجانية لتوثيق التاريخ عام 1898

تتزامن طفرة النفط الحقيقية في البلاد مع نهاية القرن التاسع عشر - أوائل القرن العشرين.بدأ إنتاج النفط في أذربيجان في منتصف القرن التاسع عشر. تم حفر أول آبار النفط لأول مرة في عام 1847 في بيبيهيبات وبعد ذلك في بالاخاني.في عام 1859، تم تشغيل مصفاة كبيرة للنفط من أشقاء دوب في باكو. وكان المصنع ينتج أساسا النفط الأبيض. في 1872-1873 تم نقل النفط عن طريق زيت البارجة في بحر قزوين.في عام 1872، أنشأ الأخوة نوبل أول شركة نفط «برانوبل» في باكو.في عام 1887، أخذ الأخوة نوبل أول ناقلة نفط في بحر قزوين، والتي توسعت في نهاية المطاف إلى أسطول بأكمله.في عام 1899، احتلت أذربيجان المرتبة الأولى في إنتاج النفط وتجهيزه، ونصف إنتاج النفط في العالم.وبحلول أوائل عام 1990، أنتجت سابونسي 35٪ من زيت باكو و 28٪ في بيبيهيبات.

## فترة ما قبل الثورة

### إنتاج النفط
بين عامي 1898 و1901، أنتجت باكو من النفط أكثر من الولايات المتحدة. بحلول عام 1901، أنتجت نصف نفط العالم من 1900 بئر تقع ضمن 6 أميال مربعة.
تقع المناطق الرئيسية المنتجة للنفط بالقرب من باكو في سابونتشي، وسوراخاني، وبيبي-هيبت. حتى مطلع القرن العشرين، كانت منطقة سابونتشي تنتج 35% من نفط باكو، وكانت منطقة بيبي-هيبت تنتج 28%، وتلتهما منطقتا روماني والبلاخاني. أتى معظم إنتاج النفط في الأيام الأولى من انفجار آبار النفط، رغم كونها طريقة غير مجدية اقتصاديًا وضارة بالبيئة. انخفضت حصة الإنتاج من انفجار الآبار في المجمل رغم تحسن المعدات. في عام 1887، شكلت انفجارات الآبار 42% من النفط المسترد، ولكنها انخفضت إلى 10.5% بحلول عام 1890.
سيطر رأس المال الأجنبي على صناعة النفط قبل الثورة الروسية. عشية الحرب العالمية الأولى، كانت ثلاث شركات («روشين جينيرال أويل كومباني»، و«رويال داتش شل»، و«شركة برانوبل») تملك 86% من مجموع رأس المال، وسيطرت على 60% من إنتاج النفط. في عام 1903، كانت 12 شركة إنجليزية تعمل برأس مال يبلغ 60 مليون روبل في منطقة باكو. في عام 1912، حصلت شركة أنجلو داتش شيل على 80% من أسهم شركة كاسبيان بلاك سي سوسيتي «مازوت»، التي كانت تتبع لعائلة روتشيلد المصرفية في فرنسا. اشترت شركات بريطانية أخرى مشاريع نفطية من الحاج زين العابدين تاجييف.
في عام 1898، أنتجت صناعة النفط الروسية أكثر من مستوى إنتاج النفط في الولايات المتحدة. في ذلك الوقت، كان يُنتج نحو 8 ملايين طن (160,000 برميل (25,000 متر مكعب) من النفط يوميًا). بحلول عام 1901، كانت باكو تنتج أكثر من نصف نفط العالم (11 مليون طن أو 212,000 برميل (33,700 متر مكعب))، و55% من كل النفط الروسي. بيع نحو 1.2 مليون طن من إنتاج باكو من الكيروسين في الخارج.

### تحت سطح الأرض والحفر
بحلول أواخر تسعينيات القرن التاسع عشر، بدأت الشركات الكبرى بتوظيف الجيولوجيين لوصف خرائط للهياكل المحتملة ورسمها. بدأ الجيولوجي واختصاصي النفط دميتري غولوبياتنيكوف تحقيقًا منهجيًا في أبشرون وتنبأ بتوفر الرواسب النفطية في حقل سوراخاني. في عام 1901، اكتُشف حقل نفط بيرالاهي وبدأ بالإنتاج. وصف علماء مثل إيفان جوبكين، وغولوبياتنيكوف، وأوسكين مجموعة الرواسب المنتجة في أذربيجان وعملية تكوينها لأول مرة في عام 1916.
بحلول أوائل القرن العشرين، بدأ الابتكار بتحسين أساليب حفر الآبار المتخلفة. حتى ذلك الوقت، كانت معظم الآبار قد حُفرت باستخدام طريقة الحفر بالدق (الحفر الكبلي)، ما حد من استغلال العمق الضحل.
ساهم المهندسون المؤهلون (منهم فاتولا روستامبيوف، وهو أول مواطن أذري) في تحسين تصاميم الآبار. بحلول أوائل عام 1913، حلت التغييرات التالية في بعض أكبر المنتجين مثل شركة برانوبل:
- استُبدلت بطريقة الحفر بالدق (الحفر الكبلي) طريقةُ الحفر بالدوران باستخدام محرك كهربائي.
- استُخدم خط أنابيب تغليف مسنن بدلًا من خيوط الصمام في أثناء الحفر.
- استُبدلت بأبراج الحفر الخشبية أخرى معدنية.
- اختُبرت عملية الرفع بالغاز لأول مرة في عام 1915 في حقل روماني.
- بدأ استخدام الضغط في أثناء نقل النفط والغاز في عام 1911.

### التخزين والنقل
في عام 1858، أُسست الشركة المساهمة المسماة «كافكاز آند ميركوري»، وهي إحدى شركات الشحن الكبرى في بحر قزوين، لتكون المنفذ الأول لشحن النفط.
أدخل ألفرد نوبل تغييرات عظيمة على مجال تخزين النفط. بدأت الشركات باستخدام الخزانات الحديدية لتخزين النفط، للحد من النفط المهدور في الحفر والسفن والبحيرات حيث تتبخر كميات كبيرة من النفط أو تتسرب ببساطة في الأرض من جديد.
بنى ألفرد نوبل أول ناقلة نفط ناجحة في العالم (سفينة معدنية مجددة تُسمى زورواستر) في عام 1877 في السويد. بحلول عام 1890، كان هناك 345 ناقلة، بما فيها 133 ناقلة بخارية و212 ناقلة بحرية تبحر في بحر قزوين. من الأمثلة على ذلك، تمتلك شركة مازوت تريدنغ، التي أسستها عائلة روتشيلد في عام 1898، 13 ناقلة نفط في بحر قزوين وحده. خلال تلك السنوات، ظهر مالكو السفن من مواطني أذربيجان، وكان شامسي أسادولاييف يملك الأسطول الأكبر.
في عام 1877، تم بناء أول خط أنابيب نفط يربط بين حقل نفط سوراخاني ومعمل تكرير النفط في باكو. بحلول عام 1890، كان هناك أكثر من 25 خط أنابيب يبلغ مجموعها 286 كيلومترًا.
أدخل الأخوان نوبل استخدام صهاريج السكك الحديدية لنقل النفط لأول مرة، عندما بُني خط السكك الحديدية بين باكو وتيفليس في عام 1883. حل بناء خط أنابيب باكو باتوم مشكلة خيارات التصدير المحدودة. بعد عام 1936، غُير اسم باتوم إلى باتومي. بدأ البناء في عام 1897 وتم بعد 10 سنوات تحت إشراف البروفيسور إن. إل. سزهوكين.

## الثورة والجمهورية السوفييتية
اجتاحت عدة أزمات نفطية روسيا قرابة عام 1903، حين أدت الإضرابات المستمرة والعنف والصراع الإثني (النزاع العرقي) خلال الثورة الروسية في عام 1905 إلى انخفاض إنتاج النفط من مستوى الذروة البالغ 212,000 برميل يوميًا (33,700 متر مكعب يوميًا). اضطربت حالة الهدوء النسبي في أوائل العقد الأول من القرن العشرين جراء الحرب العالمية الأولى، عندما انخفض إنتاج النفط على نحو مضطرد ليصل إلى مستواه الأدنى، إذ لم يتجاوز 65 ألف برميل يوميًا بحلول عام 1918 (10,300 متر مكعب يوميًا)، ثم انخفض بعد ذلك إلى مستويات كارثية بحلول عام 1920. ألحقت الاضطرابات المدنية أضرارًا في قطاع النفط، فدمرت مرافق تخزين النفط، وعطلت الآبار عن العمل، بالإضافة إلى عرقلتها عملية تصدير النفط. لم تتمكن حكومة جمهورية أذربيجان الديمقراطية من تعويض الأضرار التي لحقت بصناعة النفط خلال فترة ولايتها بين عامي 1918 و1920.
منذ عام 1918، تراكم أكثر من 5 ملايين طن من النفط في أذربيجان. بعد احتلال البلاشفة لأذربيجان، أُرسلت جميع إمدادات النفط إلى روسيا. أُمّمت كل موجودات النفط في الدولة، وأُسست شركة أزنيفت ستيت. في عام 1920، عُيّن ألكسندر بّي. سيريبروفسكي، الذي سرعان ما عرف باسم «سوفييت روكفلر»، رئيسًا لأزنيفت.
في عام 1920، عمل 1800 اختصاصي مؤهل فقط في صناعة النفط الروسية، بمن فيهم 1232 يعملون في أذربيجان. احتاجت صناعة النفط بشكل مُلح إلى التكنولوجيا والتعليم والمتخصصين. بدأ التبادل العلمي مع الولايات المتحدة، حين انتدب زوار من باكو إلى حقول النفط في بنسلفانيا، وأوكلاهوما، وكاليفورنيا، وتكساس، وتعلموا أساليب جديدة لتعميق الآبار واستغلالها. تأسست جامعة أذربيجان الحكومية للنفط والصناعة في عام 1920 لتدريب المختصين في مجال النفط.
كان الإنتاج مستقرًا بحلول أواخر عشرينيات القرن العشرين. بلغ إنتاج النفط في الفترة الممتدة بين عامي 1928 و1929 في الاتحاد السوفييتي 13.5 مليون طن، بما فيها 8.7 مليون طن في أذربيجان. بحلول عام 1940، بلغ الإنتاج الإجمالي لأذربيجان 23.5 مليون طن (475,000 برميل يوميًا (75,500 متر مكعب يوميًا))، وحقق رقمًا قياسيًا تاريخيًا لم ينكسر حتى عام 2005.